# Metropolia zabajkalska
Metropolia zabajkalska – jedna z metropolii Rosyjskiego Kościoła Prawosławnego, z siedzibą w Czycie. Obejmuje terytorium Kraju Zabajkalskiego.
Utworzona postanowieniem Świętego Synodu 25 grudnia 2014. W jej skład wchodzą dwie eparchie: czycka i nerczyńska.

## Metropolici zabajkalscy
- Włodzimierz (Samochin), 2015–2016
- Dymitr (Jelisiejew), od 2017